# 4 luni, 3 săptămâni și 2 zile
4 luni, 3 săptămâni și 2 zile este un film realizat de regizorul român Cristian Mungiu, care a primit premiul Palme d’Or la a 60-a ediție a Festivalului de la Cannes din 2007 și un premiu FIPRESCI, acordat în cadrul aceleași ediții a festivalului.
Filmul dezbate un subiect tabu: drama trăită de femeia română în contextul Decretului anti-avort din perioada lui Ceaușescu. Tema a mai fost reflectată și în filmul Ilustrate cu flori de câmp din 1974. 

## Sinopsis
Acțiunea filmului este plasată în ultimii ani ai regimului Ceaușescu și urmărește, pe parcursul unei singure zile din anul 1987, povestea a două studente. Găbița cu ajutorul prietenei sale Otilia încearcă să facă un avort, ilegal la acea vreme.

## Distribuție
- Anamaria Marinca - Otilia
- Laura Vasiliu - Găbița
- Vlad Ivanov - Domnu' Bebe
- Alexandru Potocean - Adi
- Luminița Gheorghiu - Doamna Radu
- Mădălina Ghițescu - Dora

## Premii
- Marele Premiu al Academiei Europene de Film în anul 2007
- Premiul pentru Cel mai bun film la Festivalul de la Stockholm
- Palme d'Or la Cannes
- „Marele Premiu Fipresci” pentru cel mai bun film al anului 2007
- Premiul Ministerului Francez al Educației Naționale, 2007
- „Cel mai bun film”, Festivalul de Film de la Stockholm, 2007
- Hollywood World Award (Cel mai bun film), Festivalul de Film de la Hollywood, 2007
- „Cel mai bun film străin”, din partea Asociației Criticilor de Film din Los Angeles, 2007
- „Cel mai bun film străin”, din partea Asociației Criticilor de Film din Toronto, 2007
- „Cel mai bun film străin care a rulat pe ecranele poloneze în 2007" acordat de Asociația Cineaștilor Polonezi, 2008
- 10 premii Gopo, 2008
- 5 premii ale Asociației Criticilor de Film din România, 2008
- „Cel mai bun film străin” din partea BBC Four World Cinema, 2009
- „Cel mai bun film european”, în cadrul celei de-a 23-a gale a Premiilor Goya de la Madrid, 2009

Filmul a fost desemnat primul în topul celor mai bune cinci filme ale anului de "National Board of Review"  și în topul realizat de "Times Online" . Pelicula a fost nominalizată la categoria "Cel mai bun film străin" la Globul de Aur, Independent Spirit și la Premiile César .
Conform site-ului Metacritic, se află pe locul 4 în lista celor mai bune 9000 de filme.